# Bálványosvár
Bálványosvár (románul: Cetatea Bálványos) országos jelentőségű műemlékké nyilvánított várrom Kovászna megye északi részén. A romániai műemlékek jegyzékében a CV-II-m-A-13297 sorszámon szerepel.

## Fekvése
Torjától északnyugatra található a Torjai-hegység és a Bodoki-hegység találkozásánál egy hegytetőn. 

## Nevének eredete
Nevét onnan kapta, hogy a vár az ősi magyar vallás egyik utolsó fellegvárának számított, a vár birtokosai, az Aporok ugyanis a magyarok keresztény hitre térése után is hosszú ideig megmaradtak őseik hitén. 
A hagyomány szerint a 12. század legelején tértek át az Aporok a keresztény hitre, a legenda szerint ugyanis a vár akkori ura, Apor Szilamér, egyszer részt vett a torjai vásáron, ahol megpillantotta a Mike családból származó Imolát. Szilamér elrabolta a lányt, amiért maga ellen hangolta a hatalmas Mike családot, akik fegyvert ragadtak és Bálványosvár ostromára készültek, hogy így mossák le a gyalázatot. A lány azonban rávette elrablóját, hogy térjen át a keresztény hitre, így végül is a két család kibékült, a két fiatal pedig összeházasodott. 
Ezt a legendát dolgozta fel később Jókai Mór Bálványosvár című művében.

## Története
A hagyomány szerint Opour vezér építette még I. István király uralkodása alatt, hogy zavartalanul tovább őrizhesse ősei hitét. Az írott források nevét a 12-13. században említették először Baluanus, majd 1360-ban Castrum Balwanus néven.
A vár ovális    kerítőfalból, északi oldalán négyszögletes toronyból és az ehhez tartozó ciszternából állt. A várat egykor belső és külső várfal is védte.
Az Árpád-ház kihalását követő zűrzavaros időszak idején Ottó magyar király, a Szent Koronával együtt Erdélybe ment Kán (Apor) László-hoz, egyes források szerint azért, hogy feleségül vegye a főúr lányát, mások szerint, mert ellenségei elől menekült. Kán László elfogatta a királyt és Bálványosvárban tartotta fogva, egészen addig, míg Ottó le nem mondott a trónról és meg nem ígérte, hogy soha többé nem teszi be a lábát az országba. Apor a koronát is elkobozta és később átadta Károly Róbertnek.
A várat a 17. század elejéig az Aporok lakták, míg végül 1603-ban Apor László, a vár akkori ura el nem esett Székely Mózes ellen vívott brassói csatában. Ezt követően özvegye, Lázár Borbála otthagyta a várat és leköltözött a Torján épített kényelmes kastélyába.
A vár ezt követően gyors pusztulásnak indult.